# Dizzy Reed
Dizzy Reed, punim imenom Darren Arthur Reed (Hinsdale, Illinois, SAD,18. lipnja 1963. ), klavijaturist je sastava Guns N' Roses.
Dizzy se pridružio Gunsima slučajno. Bio je Axlov prijatelj i sa svojim velikim talentom je došao u Guns N` Roses 1990. kada je došao Matt Sorum. Njegov prvi koncert s Gunsima je bio Rock In Rio u siječnju 1991. Američki je glazbenik i povremeni glumac. Najpoznatiji je kao klavijaturist rock sastava Guns N 'Roses, s kojim je svirao, gostovao i snimao od 1990. godine. Osim vodećeg pjevača Axla Rose-a, Reed je najdugovječniji i bio je jedini član grupe Guns N 'Roses koji je ostao iz ere benda Use Your Illusion, sve do početka 2016. kada su se gitarist Slash i basist Duff McKagan vratili u bend. Godine 2012. primljen je u Rock and Roll Hall of Fame kao član Guns N 'Roses. Bio je i član australsko-američke supergrupe The Dead Daisies sa svojim bendom Guns N 'Roses Richardom Fortusom, bivšim članom Whitesnakea Marcom Mendozom, bivšim frontmenom Mötleyja Crüea Johnom Corabijem i bubnjarom Brianom Tichyjem.